# Wolfgang Löwer
Wolfgang Löwer (* 10. Juni 1946 in Wuppertal) ist ein deutscher Rechtswissenschaftler und emeritierter Professor für Öffentliches Recht und Wissenschaftsrecht an der Rheinischen Friedrich-Wilhelms-Universität Bonn. Seit 2016 ist er Präsident der Nordrhein-Westfälischen Akademie der Wissenschaften und der Künste.

## Beruflicher Werdegang
Löwer studierte von 1966 bis 1971 Rechtswissenschaften in Bonn. Die erste juristische Staatsprüfung legte Wolfgang Löwer 1971 ab und das zweite Staatsexamen 1975. Im Jahr 1978 folgte die Promotion an der juristischen Fakultät der Universität Bonn mit einer Arbeit zum Thema Staatshaftung für unterlassenes Verwaltungshandeln.
Der Habilitation an der Universität Bonn im Jahr 1984 schloss sich 1984/85 eine Professorenstelle an der Universität Münster an. 1985 folgte er einem Ruf an die Freie Universität Berlin und ging 1990 wiederum an die Universität Bonn. 1996/97 wurde er dort Dekan der Rechts- und Staatswissenschaftlichen Fakultät und hatte von 2004 bis 2009 die Funktion eines Prorektors der Universität inne.
Von 2006 bis 2014 war er Richter am Verfassungsgerichtshof für das Land Nordrhein-Westfalen.

## Ämter in der Wissenschaftsförderung
- 2005 wurde Löwer Mitglied des Ombudsman-Gremiums der Deutschen Forschungsgemeinschaft. Von 2011 bis Mai 2016 war er dessen Sprecher.[4]
- Seit April 2006 gehört er der Nordrhein-Westfälischen Akademie der Wissenschaften und der Künste an. Im Oktober 2015 wurde er zu deren Präsidenten für die Amtszeit ab 2016 gewählt.[5]
- Seit November 2007 ist Löwer Vorsitzender des Vorstandes der Stiftung zur Förderung des Wissenschaftsrechts.[6]
- Seit 2009 ist er Vorsitzender des Vorstands der Bonner Universitätsstiftung.[7]

## Veröffentlichungen
In seinen Veröffentlichungen befasste sich Löwer unter anderen mit Themen wie Umwelt- und Energierecht, mit Strom-, Verwaltungs- und Verfassungsrecht, mit der Ökosteuer und mit Wasserverbänden. Ein vollständiges Verzeichnis seiner Publikationen findet sich auf einer Website der juristischen Fakultät der Universität Bonn.

## Mitgliedschaften und Ehrungen
- Vereinigung der Deutschen Staatsrechtslehrer
- Freiherr-vom-Stein-Gesellschaft
- Deutsche Gesellschaft für Gesetzgebung
- Deutsche Schillergesellschaft
- Wissenschaftlicher Beirat der Energiewissenschaftlichen Tagesfragen